# Inércia cultural
Em psicologia e sociologia, inércia social ou cultural é a resistência à mudança ou a permanência de relações estáveis possivelmente ultrapassadas em sociedades ou grupos sociais. A inércia social é o oposto da mudança social.

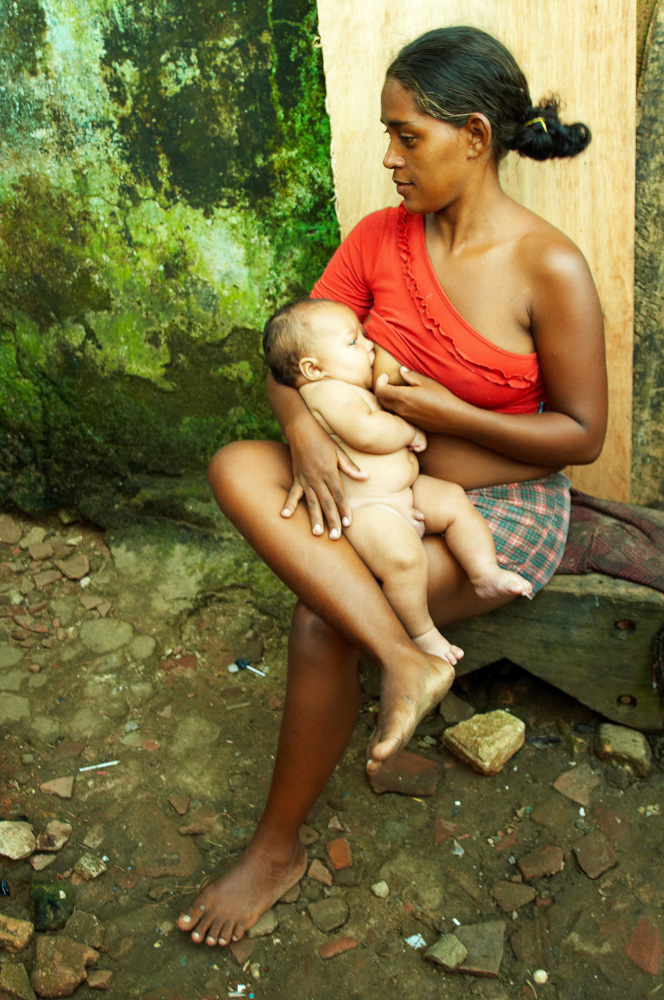
Mulher com cultura de amamentar sem cobrir o seio

## Visão geral
A ideia de inércia social pode ser rastreada até Francês sociólogo Pierre Bourdieu. Segundo Bourdieu, cada pessoa ocupa uma posição em um espaço social, que consiste em sua classe social, bem como em suas relações sociais e redes sociais. Por meio do engajamento do indivíduo no espaço social, ele ou ela desenvolve um conjunto de comportamentos, estilo de vida e hábitos (aos quais Bourdieu se referiu como habitus) que muitas vezes servem para manter o status quo . Assim, as pessoas são encorajadas a "aceitar o mundo social como ele é, tomá-lo como certo, em vez de se rebelar contra ele, para opor a ele possíveis diferentes, até mesmo antagônicos". Isso pode explicar a continuidade da ordem social através do tempo.
Os sociólogos examinaram como a economia e a herança cultural são transmitidas entre as gerações, o que pode levar a uma forte inércia social mesmo em tempos de progresso social. Em particular, Bourdieu descobriu em seus estudos sobre a Argélia que, mesmo em tempos de rápidas mudanças econômicas, fatores culturais e simbólicos limitavam a flexibilidade da sociedade para se adaptar rapidamente às mudanças.
Portanto, a inércia social tem sido usada para explicar como as classes sociais dominantes mantêm seu status e privilégio ao longo do tempo. Atualmente, este é um tema muito debatido nos Estados Unidos. Enquanto Presidente Barack Obama reafirmou o compromisso da América com oportunidades iguais em seu segundo discurso inaugural, Laureado com o Nobel Joseph E. Stiglitz  acredita ser um mito que a sociedade moderna oferece oportunidades iguais e alta mobilidade social por meio de mecanismos como educação formal.

## Exemplos

### Na cultura da honra
Exemplo de inércia social na cultura dos Estados Unidos é a cultura da honra que existe em partes do Sul e do Oeste. Na cultura da honra, violência é vista como uma forma aceitável de responder a insultos ou ameaças a si mesmo, família, propriedade ou reputação de uma pessoa. Alguns psicólogos e historiadores acreditam que a cultura da honra surgiu como uma forma de impor a ordem na fronteira, quando o Sul e o Oeste estavam sendo colonizados e havia aplicação da lei inadequada e pouca ordem social. De acordo com essa hipótese, o pastoreio (que é uma atividade solitária) deveria estar mais ligado à cultura de honra do que a agricultura (que é uma atividade cooperativa). No entanto, alguns estudiosos não encontraram suporte para isso. Quando os pesquisadores examinaram a relação entre as práticas agrícolas no sul rural e as taxas de homicídio de homens brancos nessas áreas, eles não descobriram que as taxas de homicídio eram mais altas em condados montanhosos e áridos e, portanto, mais adequados para o pastoreio do que para a agricultura. Eles concluíram que as taxas de homicídio não sustentavam a hipótese de pastoreio versus agricultura para a cultura da honra.
Embora as circunstâncias econômicas e sociais do Sul e do Oeste tenham mudado desde então, a cultura da honra persiste devido à inércia social. Tornou-se uma norma social nas culturas do sul e oeste, e essas normas persistem mesmo quando as economias mudam.

### Em trabalho criativo
Em um artigo de jornal de 2013 no Journal of Sociology, o sociólogo Scott Brook aplicou a teoria da inércia social ao campo do trabalho criativo. Especificamente, Brook estava preocupado com o motivo pelo qual tantos alunos continuariam a buscar diplomas em áreas criativas (como as artes e escrita criativa), mesmo quando o excesso de oferta de trabalho significava que muitos alunos não conseguiam encontrar emprego nessas áreas após a graduação. Mesmo que conseguissem encontrar um emprego, eles ganhavam menos do que seus colegas com diplomas não criativos. Scott usou a noção de inércia social de Bourdieu para sugerir que os alunos que foram atraídos pela natureza não comercial dos campos criativos vieram de famílias com baixo status socioeconômico e cujos pais não foram capazes de desenvolver uma carreira por conta própria. Os alunos seguiram os passos de seus pais, escolhendo atividades educacionais com menor probabilidade de levar a carreiras de alto rendimento, levando assim à inércia social na renda entre as gerações.

### Em colaborações
A inércia social tem sido utilizada como uma forma de estudar colaboraçãose interações entre as pessoas. Especificamente, a inércia social foi definida como uma medida da probabilidade de as pessoas continuarem colaborando com parceiros anteriores ou membros da mesma equipe. Uma análise de redes complexas e de grande escala, como o IMDb mostrou que dois tipos de comportamentos de colaboração "extrema" apareceram mais do que a média - algumas pessoas colaboram com os mesmos parceiros repetidas vezes, enquanto outras troque de parceiros frequentemente.

### Nas atitudes e mudança de atitude
Estudos psicológicos sobre atitude e mudança de atitude descobriram que os participantes relutam em reduzir sua confiança em uma estimativa que fizeram, mesmo depois de receberem novas informações que vão contra sua estimativa original . Os pesquisadores levantaram a hipótese de que esse "efeito de inércia" se deve ao comprometimento psicológico dos participantes com seus julgamentos iniciais.

### Nos relacionamentos amorosos
Alguns estudos psicológicos mostraram que a coabitação pré-marital (morar junto antes do casamento) está associada a uma diminuição do risco de divórcio, e isso foi chamado de efeito da coabitação. Os pesquisadores acreditam que uma das razões para esse efeito é que morar junto aumenta a inércia do relacionamento, ou seja, a probabilidade de um casal continuarão a ficar juntos versus terminar. A inércia em casais coabitantes ocorre porque morar junto impõe restrições a um relacionamento (um aluguel compartilhado, etc.) que dificulta o término dos relacionamentos. Portanto, um casal coabitante pode permanecer junto mesmo que não seja compatível. Como morar junto representa uma forma ambígua de compromisso em comparação com o casamento, a coabitação pode não aumentar os níveis de dedicação de nenhum dos parceiros. Os parceiros podem "escorregar" para o casamento por meio da coabitação, em vez de tomar uma decisão firme de se comprometer um com o outro, levando a problemas no casamento no futuro.
No entanto, as pesquisas sobre se as taxas de divórcio mais altas se devem ao efeito da coabitação são confusas. Por exemplo, os pesquisadores descobriram que a relação entre coabitação e divórcio também depende de fatores como quando o casal era casado (por exemplo, casamentos ocorridos após 1996 não mostram o efeito da coabitação), sua raça/etnia e seu casamento planos no momento da coabitação. Outros estudos descobriram que o que foi chamado de efeito da coabitação é totalmente atribuível a outros fatores.

### No comportamento animal
O termo inércia social foi usado por A.M. Guhl em 1968 para descrever hierarquias de dominância em grupos de animais. Inércia social e controle hormonal de agressão e dominância em pardais-de-garganta-branca. Estudos de comportamento animal descobriram que grupos de animais podem formar ordens sociais ou hierarquias sociais que são relativamente fixas e estáveis. Por exemplo, frangos estabelecem uma ordem social dentro do grupo com base em bicando comportamentos. Mesmo quando algumas das galinhas foram tratadas com um androgênio para aumentar sua agressividade, a ordem social estabelecida suprimiu sua exibição de comportamentos agressivos para que a ordem social fosse mantida.
Este mesmo efeito foi encontrado em outros pássaros, bem como em invertebrados, como vespas sociais e o besouro enterrado N. orbicollis. Os pesquisadores teorizam que essa falta de mudança nas hierarquias sociais, mesmo sob a influência dos hormônios agressão, se deve aos efeitos da familiaridade – os animais aprendem seu lugar na hierarquia social de um grupo nos primeiros encontros com outros membros do grupo. Isso fará com que animais de baixo escalão tratados com hormônios de agressão se comportem de forma agressiva com animais de outros grupos, mas não com membros dominantes de seu próprio grupo.

## Conceitos relacionados

### Inércia cultural
O psicólogo Michael Zarate cunhou o termo "inércia cultural" para se referir às reações à mudança social, como aquelas causadas pela imigração. A inércia cultural é definida como o desejo de evitar a mudança cultural, e também o desejo de que a mudança continue uma vez que já está ocorrendo. Dentro da estrutura de inércia cultural, o grupo dominante é estável e resiste à mudança cultural, enquanto os grupos subordinados desejam mudanças culturais que incorporem suas tradições culturais para que não tenham que assimilar na cultura dominante. No contexto dos Estados Unidos e da imigração, a estrutura sugere que os membros da maioria branca resistem à mudança cultural que ocorre com a imigração, enquanto grupos de imigrantes tentam promulgar mudanças na cultura dos EUA.
A inércia cultural está relacionada com psicologia social teorias como o modelo instrumental de conflito de grupo, ajuste aculturativa e teoria da justificação do sistema. É um contribuinte para o preconceito intergrupal devido ao medo dos grupos de mudança cultural.